# Alphonse Welin Qorig
Alphonse Welin Qorig (* 7. Juli 1981 in Vanuatu) ist ein vanuatuischer Fußballspieler auf der Position eines Mittelfeldspielers. Zwischen 2002 und 2008 brachte er es auf mindestens 19 Länderspiele und vier Tore für sein Heimatland.

## Karriere
Alphonse Welin Qorig wurde am 7. Juli 1981 im südpazifischen Inselstaat Vanuatu geboren und spielte mindestens seit dem Jahre 2002 für den vanuatuischen Erstligisten Shepherds United in der Hauptstadt Port Vila. Zu ebendieser Zeit dürfte er auch zum ersten Mal in der Nationalmannschaft seines Heimatlandes eingesetzt worden sein. In diesem Jahr kam er in mindestens vier Länderspielen, davon in drei als Einwechselspieler, zum Einsatz und wurde auch in den Folgejahren regelmäßig ins Nationalteam einberufen. Dabei war er vor allem im Jahre 2004 während der Qualifikation zur Weltmeisterschaft 2006 ein oftmals eingesetzter Spieler. Mit der Mannschaft konnte er sich hierbei unter anderem in der Gruppenphase durchsetzen und kam als Sieger der Gruppe 2 in die zweite Qualifikationsrunde, wo die Mannschaft jedoch den letzten von sechs Plätzen belegte. Mitte der 2000er Jahre  schloss er sich dem Ligakonkurrenten Tafea F.C. an und bestritt für diesen als vanuatuischer Meister Spiele in der OFC Champions League. So war er unter anderem bei der OFC Champions League 2007/08 auch als Torschütze erfolgreich, wobei er es mit seiner Mannschaft als Sieger der Qualifikation bis in die Gruppenphase schaffte. In dieser auf zwei Gruppen mit jeweils drei Teams begrenzen Phase unterlag die Mannschaft dem Gruppensieger von den Salomonen, Kossa FC, und wurde vor dem fidschianischen Klub BA FC Zweiter. Der Kossa FC wiederum entschied das Hinspiel im Finale mit 3:1 für sich, unterlag daraufhin jedoch im Rückspiel gegen den neuseeländischen Klub Waitakere United mit 0:5. Danach war er noch bis mindestens 2008 im vanuatuischen Nationalteam im Einsatz und absolvierte noch einige Spieler in der Qualifikation zur Weltmeisterschaft 2010. Über seinen weiteren Verbleib ist nichts mehr bekannt.